# Marissa Castelli
Marissa Castelli (n. 20 august 1990, Providence, Rhode Island, SUA) este o patinatoare artistică ce a reprezentat Statele Unite ale Americii, medaliată olimpică. A participat la o ediție a Jocurilor Olimpice (2014) în care a câștigat o medalie de bronz.